# Doce canciones sin piedad
Doce canciones sin piedad es el cuarto álbum de estudio de la banda de Granada 091. Fue publicado en el año 1989 a través del sello discográfico Zafiro, y fue producido por el músico, compositor y productor alemán afincado en España Andreas Prittwitz.
Junto a José Antonio García (voz y armónica), José Ignacio Lapido (guitarra y compositor) y Tacho González (batería), supuso el retorno al grupo de Antonio Arias como bajista tras el paréntesis de Debajo de las piedras. 
Contó con las colaboraciones de Alfonso Conejo "Fonfi" y Mariano Díaz en los teclados, Antonio García de Diego en los coros, Jimmy Ríos en la percusión y Manuel Angulo en el oboe.
Como singles de este álbum se publicaron "Cartas en la manga", "Esta noche" y "Qué fue del Siglo XX".

## Lista de canciones
1. "Cartas En La Manga"
2. "Confusión"
3. "En Tus Ojos"
4. "El Deseo y El Fuego"
5. "Nadie Encuentra Lo Que Busca"
6. "En El Laberinto"
7. "¿Qué Fue Del Siglo XX?"
8. "Esta Noche"
9. "Al Borde Del Abismo"
10. "Nada Es Real"
11. "El Trago Más Amargo"
12. "Carne Cruda

## Personal

### Formación
- José Antonio García - Cantante y armónica
- José Ignacio Lapido - Guitarra
- Antonio Arias - Bajo
- Tacho González - Batería

### Colaboradores
- Antonio García de Diego - Coros
- Alfonso Conejo "Fonfi" - Teclados
- Mariano Díaz - Teclados
- Jimmy Ríos - Percusión
- Manuel Angulo - Oboe